# Ражањ за печење
Ражањ за печење је дрвена или метална шипка за печење меса.
Шипка се намешта на два носача у облику слова Y тако да може да се окреће око своје осовине, као што се то може видети на сликама. Пре тога се између ова два носача ложи ватра док се не добије жар у већој количини. Онда се на ражањ набоде месо и постави на носаче. Месо се по потреби усоли и прелије разним зачиним. Затим се ражањ са месом равномерно окреће изнад ватре док се месо не испече. Током печења се месо повремено прелива водом и разним зачинима.
Ражањ се окреће ручно или се за то користи снага водене бујице (река или поток) слично воденици. У новије време се ражањ окреће помоћу електромотора. На ражањ се најчешће ставља цела (после клања и обраде) животиња: во, ован, јагње, јарац, јаре, свиња, прасе, живина и разна дивљач.
Печењем на ражњу се добија веома укусно месо печење са ражња и то је специјалитет у нашим крајевима и може бити постављен поред ресторана, кафане или поред великог шатора (шатре) на вашарима.
У новије време се производе и специјални електрични штедњаци (шпорети) у чијим је рернама (пећницама) инсталиран механизам за печење мање количине меса на ражњу (најчешће за живинско месо).